# 边缘效应

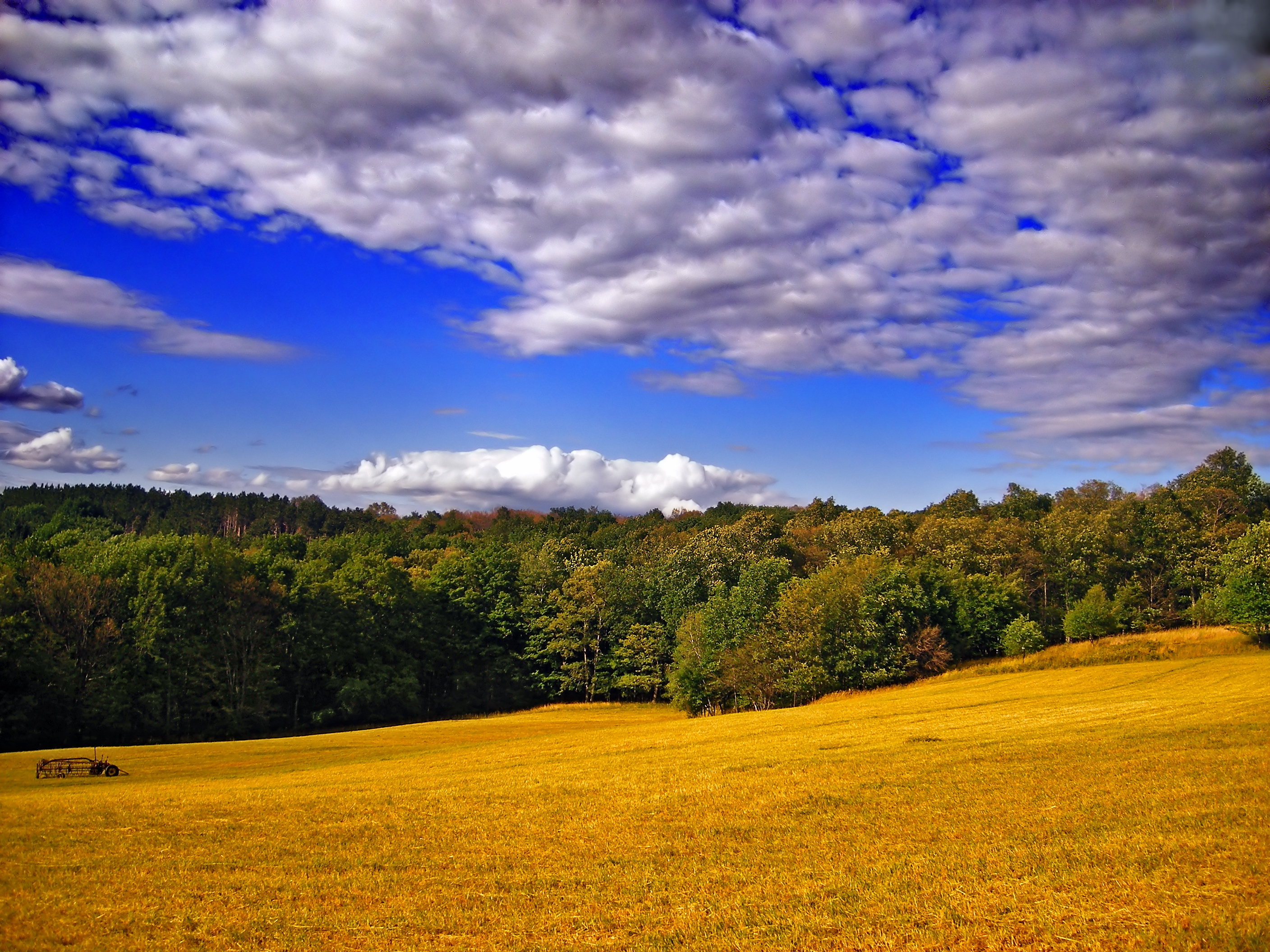
边缘出现在两种或以上的不同栖息地的交会处，图为美国宾夕法尼亚州一案例。

边缘效应（英語：edge effects）是指生态系统中，生物种群在两个或更多棲息地交界或边缘的变化。
边缘效应在含有较为破碎的栖息地的区域会特别明显，甚至可能影响整个斑块。随着边缘效应增强，边缘处的栖息地也可能拥有更高的生物多样性。
在生态学中，群落交错区（或称生态过渡带）的生物种类较多，除了包含邻近群落的种类外，往往还有自己特有的物种，且这些物种以广适性的种类居多。交错区往往具有较多生物种类和较高种群密度，并产生边缘效应。

## 边缘种类
- 固有边缘：自然特征趋向于稳定边界的位置。
- 诱发边缘：短暂的自然干扰（例如火灾、洪水）或人类活动使边界持续演变。
- 狭窄边缘：一个栖息地在某处戛然而止，其后即是另一种栖息地（例：农田）。
- 宽阔边缘（生态过渡带）：根据自然条件和植被来明确界定的两个栖息地，二者边界之间的距离较远，中间是宽阔的过渡区域。
- 不规则：边缘不是线性的。
- 孔隙：边缘内存在孔隙，其中有其他类型的栖息地。

高度差异也能形成斑块之间的边界。